# Ligne Jungbunaeryuk
La ligne Jungbunaeryuk (en coréen : 중부내륙선 et en anglais : Jungbunaeryuk Line) est une ligne de chemin de fer en construction. La section ouverte en 2021 et 2023, a pour origine la gare de Pangyo, sur la ligne Gyeonggang, et pour destination la gare de Chungju (ko) sur la ligne Chungbuk (ko).

## Historique

### Chronologie
- 31 décembre 2021 ouverture de Bubal à Chungju,
- 28 décembre 2023 ouverture de Pangyo à Chungju,

### Histoire
La première étude de faisabilité de la ligne est réalisée en 2002-2003. En juillet 2014, l'étude est achevée pour la première section phase de travaux. Il s'agit d'une « ligne intérieure moyenne » réalisée pour être une « une ligne de train à grande vitesse moyenne (HSR) ».
La construction débute au mois de novembre 2014. Le 16 décembre 2022 la construction de la dernière section de Mungyeong à Gimcheon est approuvée par le gouvernement de la Corée du Sud.

## Infrastructure

### Gares
| Code | Gare ou station | Correspondance | Distance en km | Distance cumulée | Province               | Ville ou district |
| ---- | --------------- | -------------- | -------------- | ---------------- | ---------------------- | ----------------- |
|      |                 |                |                |                  |                        |                   |
| 1    | Pangyo          |                | 0,0            | 0,0              | Gyeonggi-do            | Seongnam-si       |
| 2    | Bubal           |                | 42,3           | 42,3             | Gyeonggi-do            | Icheon-si         |
| 3    | Ami             |                | 2,5            | 44,8             | Gyeonggi-do            | Icheon-si         |
| 4    | Ganam           |                | 6,5            | 53,8             | Gyeonggi-do            | Yeoju-si          |
| 5    | Gamgokjanghowon |                | 12,2           | 66,0             | Chungcheong du Nord-do | Eumseong          |
| 6    | Angseongoncheon |                | 14,6           | 80,6             | Chungcheong du Nord-do | Chungju-si        |
| 7    | Geumga          |                | 11,8           | 92,4             | Chungcheong du Nord-do | Chungju-si        |
| 8    | Chungju         |                | 8,7            | 101,1            | Chungcheong du Nord-do | Chungju-si        |
|      |                 |                |                |                  |                        |                   |

## Projet
L'ouverture du tronçon de Chungju à Mungyeong est prévu en décembre 2024.